# Spraitbach
Spraitbach è un comune tedesco di 3 399 abitanti situato nel land del Baden-Württemberg.